# متروپولیتن-ویکرز
متروپولیتن-ویکرز (انگلیسی: Metropolitan-Vickers) شرکت مهندسی بریتانیایی بود، که در سال ۱۸۹۹ توسط جرج وستینگهاوس تأسیس شد.